# Огненный поршень
Огненный поршень (англ. Fire piston), иногда называемый ударное огниво или поршень-зажигалка — это устройство, которое с древних времён используется для разжигания огня. В основе его действия лежит принцип нагрева газа (в данном случае воздуха) за счёт быстрого адиабатического сжатия с целью воспламенения куска трута, который затем используется для поджигания растопочного материала.

## Применение
Помповое огниво состоит из полого цилиндра, герметично закрытого с одной стороны и открытого с другой. Диапазон размеров:
- длина трубки от 3 до 14 дюймов (7,5-35 см).
- диаметр отверстия от 0,25 до 0,5 дюйма (6-14 мм).

В цилиндр устанавливается поршень с воздухонепроницаемой кольцевой уплотнительной прокладкой, установленной внутри цилиндра. Для создания герметичного, но при этом скользящего уплотнения используются резиновые прокладки или смазка. В конце поршня имеется небольшая полость, куда помещается трут, который не измельчается во время последующих операций. Для того, чтобы уложить или удалить трут, поршень может быть полностью вынут из цилиндра.
Поршень (или цилиндр) имеет на конце рукоятку, чтобы к ней можно было прикрепить жёсткий зажим, или достаточно большую площадь поверхности, по которой можно резко и безболезненно ударить, при этом цилиндр (или поршень) должен резко удариться о твёрдую поверхность. Сжатие воздуха во время быстрой подачи поршня в цилиндр приводит к тому, что температура внутри цилиндра резко возрастает до 400 °F (260 °C), температуры самовоспламенения трута. Это достаточно высокая температура для того, чтобы трут на поверхности или внутри поршня загорелся и можно было увидеть вспышку (воспламенение), если цилиндр выполнен из полупрозрачного или прозрачного материала. Затем поршень быстро отводится, прежде чем на горение трута израсходуется имеющийся внутри цилиндра кислород. Далее тлеющий трут снимают с торца поршня и переносят в бо́льшую кучку материала для розжига. Тлеющий материал интенсивно раздувается, пока не разгорится пламя, на разных этапах разжигания подкидывают растопочный материал, пока огонь не разгорится в полную силу.
Древние и современные модели ударного огнива могут быть изготовлены из дерева, рогов животных, бамбука или свинца. В настоящее время огниво чаще всего делают из дерева, металла или пластмассы. Самодельное помповое огниво можно изготовить, используя деревянный шкант, поливинилхлоридную или медную трубку и резиновую кольцевую прокладку, при этом себестоимость изделия будет меньше двух долларов США.

## Принцип действия
При быстром сжатии газа одновременно увеличивается его давление и температура. Если такое сжатие происходит слишком медленно, тепло рассеивается в окружающую среду, так как газ возвращается в равновесное положение с окружающим воздухом, это политропный процесс. Если сжатие достаточно быстрое, тогда термическое равновесное состояние не наступает, процесс можно считать адиабатным. Термодинамическая температура газа может внезапно стать в несколько раз выше, чем температура окружающей среды, повышаясь от начальной комнатной температуры газа до температуры, достаточной для возгорания трута. Воздух в цилиндре действует как источник тепла и как окислитель для тлеющего горючего материала.
Тот же принцип используется для поджигания горючей смеси в цилиндре дизельного двигателя, компрессионного двигателя или дизель-молота, в котором не нужно использовать свечу зажигания, как в бензиновом двигателе, или калоризатор, как в полудизеле, или калильную свечу, как в калильном двигателе. Принцип действия аналогичен принципу действия нефтяного двигателя, более раннего предшественника дизельного двигателя, в котором топливо (трут) сжимается газом, тогда как в дизельном двигателе впрыск топлива происходит при сжатом газе и при высокой температуре, с тем отличием, что никакая часть поршня не подогревается дополнительно - калоризатор не требуется.
Степень сжатия для помпового огнива составляет 25 к 1. Это сопоставимо с отношением 20:1 для современного дизельного двигателя и отношением в диапазоне от 7:1 до 11,5:1 для бензинового двигателя. Ударное огниво специально сделано достаточно узким, человек без посторонней помощи может развить достаточное усилие, чтобы максимально быстро сжать воздух в цилиндре. Для того, чтобы достичь высокой степени сжатия, конечный сжатый объём трута и воздуха должен быть небольшим по отношению к длине трубки поршня. Эти два фактора означают, что в ударном огниве можно разжечь только небольшое количество трута, но его может быть достаточно, чтобы поджечь другой растопочный материал и, в свою очередь, разжечь более сильный огонь.
Трут, который воспламеняется при очень низкой температуре, подходит лучше всего. Легковоспламеняющиеся материалы, такие как обугленная ткань или трутовик подходят так же хорошо, как и трут, и могут поддерживать тление. И наоборот, хлопковое волокно возгорается при температуре 455 °F (235 °C) и ярко горит, но не поддерживает тление. Яркое возгорание подходит для демонстрационных опытов, но не годится для разжигания постоянного огня.
Конструкция ручного велосипедного насоса очень похожа, за исключением того, что у насоса есть клапаны и шланг для подачи сжатого воздуха. В случае насоса нагрев сжатого воздуха будет нежелательным побочным эффектом, и конструкция и смазочные материалы должны быть подбираться таким образом, чтобы не допускать возникновения максимально высоких температур.

## История
Огненный поршень в течение долгих веков использовался для розжига огня в странах Юго-Восточной Азии и на островах Тихого океана. Там были обнаружены культуры, которые используют в качестве оружия духовую трубку, и было выдвинуто предположение, что она могла послужить прототипом конструкции огнива. Есть свидетельства использования помпового огнива в Мьянме, на полуострове Малакка, в Индокитае, на Борнео (Калимантане), Суматре, Яве, Сулавеси, на Филиппинах, на Мадагаскаре и в Южной Индии.
На Западе первое ударное огниво было изготовлено в 1745 году аббатом Агостино Руффо из Вероны, который сделал пару пневматических ружей для короля Португалии Жуана V. Когда Руффо испытывал воздушный насос ружья на герметичность, запечатав выходное отверстие клейкой древесиной, он заметил, что после нагнетания давления в насосе древесина обгорала. Впоследствии он обнаружил, что в насосе происходит возгорание трута. Руффо изготовил аппарат для дальнейшего изучения этого явления. В статье 1876 года в «Нью-Йорк Таймс» утверждалось, что современное ударное огниво было независимо изобретено на западе в ходе экспериментов с пневматическим ружьём, а не скопировано по аналогии с азиатской конструкцией.
Зарегистрировано, что впервые помповое огниво было продемонстрировано учёным в 1802 году и запатентовано одновременно в Англии и во Франции в 1807 году. Огненный поршень или, как они его тогда называли, «поршень-зажигалка» было популярным бытовым инструментом по всей Европе в начале XIX века, пока в 1844 году не были изобретены спички.
Возможно, именно помповое огниво вдохновило Рудольфа Дизеля на создание его дизельного двигателя в 1892 году.
В США описания помпового огнива публиковались неоднократно в течение многих лет.